# Phyllanthus rheophilus
Phyllanthus rheophilus är en emblikaväxtart som beskrevs av Airy Shaw. Phyllanthus rheophilus ingår i släktet Phyllanthus och familjen emblikaväxter.
Artens utbredningsområde är Papua Nya Guinea. Inga underarter finns listade i Catalogue of Life.